# Célula de convecção

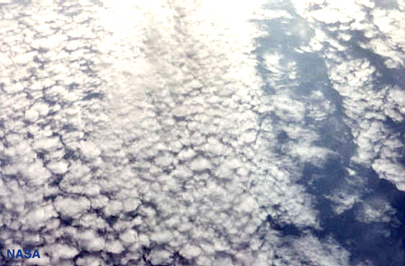
Nuvem Altocumulus vista do Ônibus Espacial. Tais nuvens são formadas por atividade de convecção.

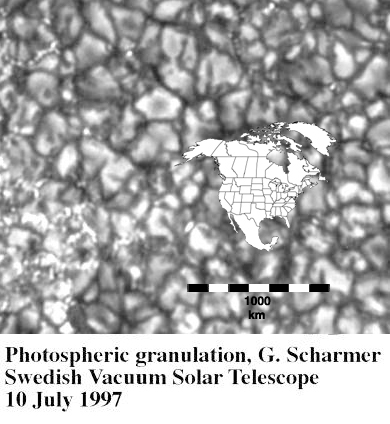
Células de convecção no Sol, com a América do Norte como referência de tamanho.

Uma célula de convecção é um fenômeno de dinâmica dos fluidos que ocorre em situações onde existem diferenças de temperatura dentro de um corpo líquido ou gasoso. Estas diferenças fazem com que o líquido ou gás movimente-se devido à diferenças de densidade causada pelas diferentes temperaturas, com o fluido subindo quando adquirindo uma temperatura maior, e descendo quando sua temperatura cai.